# ナノグラフェン
ナノグラフェン（Nanographene）とは、ナノスケールサイズのサイズをもつグラフェンの総称で、近年研究が盛んに行われているナノカーボン物質である。また、量子細線状の形状を有するグラフェンナノリボン (Graphene Nanoribbon. ナノグラフェンリボン(Nanographene ribbon)ともよばれる)もナノグラフェンの仲間である。
系のサイズが、バルク極限にあたるグラフェンシートあるいは、芳香族分子の中間に位置するため、強いサイズ効果とエッジ形状効果が存在すると期待されている。また、ナノグラフェンがグラファイトのように層状になった物質は、厳密に言えば、ナノグラファイトと呼ばれるべきである。しかし、実際には層間距離は、グラファイトの層間距離に比べて大きく、層状効果が弱まるため、ナノグラファイトとナノグラフェンは、ほぼ同義語として扱われている場合が多い。
グラフェンは炭素原子が六角格子を組んだ構造をもつため、端の形状には、アームチェア端とジグザグ端と呼ばれる2種類の典型的な端が存在する。特にグラフェンの端面にジグザグ型の端が存在すると、端の構造に起因した表面局在状態がフェルミ準位近傍に形成され、磁気的な異常の原因に成り得ることが、1996年に藤田光孝らによって指摘された
。
その後、2003年の K.S.Novoselov、A.K.Geim等によるグラフェンの作製法の発見以降、グラフェンデバイスの微細化に伴い、ナノグラフェンに関する研究が大きな潮流を作っている。エッジ状態は、STMおよびSTSによる直接観察によって、2005年日本の研究グループによって確認された。
また、2007年には、コロンビア大学のP.Kimの研究グループによって、半導体微細加工技術を利用してグラフェンナノリボンが実験的に作製された。

## グラフェン・ナノリボン
リボン状のナノグラフェン (Graphene Nanoribbon) のこと。炭素系物質からなる新しい量子細線として
期待されている。
本来、グラフェンと言えば、一層であることを指す。しかし、
グラフェン・ナノリボンの初期の論文では、実際にはグラフェンを扱っているにもかかわらずグラファイトと
記述している場合が多い。たとえば、藤田らによるグラフェン・ナノリボンの第一論文では、グラファイトリボン
と呼ばれている。これは、当時、グラフェンという学術用語が十分に浸透していなかったことに
起因している。2005年のグラフェン発見以降、この用語の混乱は、ほんとんどなくなっている。

## 電気的特性

ArmchairタイプのGNRのバンド構造。 強結合近似計算は、半導体または金属である可能性があることを示している。
ZigタイプのGNRのバンド構造。常に金属である。